# ティム・ベイトマン
ティム・ベイトマン（Tim Bateman、1987年6月3日 - ）は、ニュージーランド出身のラグビー選手。NZ国内リーグ、スーパーラグビー、マオリ・オールブラックスをはじめ、日本でも3チームでプレーした経験を持つ。

## プロフィール
- ニュージーランドグレイマウス出身。
- ポジションはスタンドオフ (SO)・センター (CTB)・フルバック (FB)。
- 身長: 182 cm、体重: 91 kg
- マオリ・オールブラックスに選ばれ、主将を務めたことがある[1]。

## 略歴
クライストチャーチボーイズ高校、カンタベリー大学、クルセイダーズを経て、2010年、コカ・コーラウエストレッドスパークスに加入。同年9月4日に行われたジャパンラグビートップリーグ第1節の福岡サニックスブルース戦に先発出場で日本での公式戦初出場を果たす。
2012年、コカ･コーラウエストレッドスパークスを退団 後、ウェリントン、ハリケーンズを経て2014年にはコカ・コーラレッドスパークスに復帰。
2016年、コカ・コーラレッドスパークスを退団。その後クルセイダーズを経て、2018年、リコーブラックラムズ(現・リコーブラックラムズ東京)に加入。
2019年、東芝ブレイブルーパス (現・東芝ブレイブルーパス東京)に加入。
2021年4月、シーズン半ばで東芝ブレイブルーパスを退団したが、同年12月東芝ブレイブルーパス東京に復帰。
2022年ジャパンラグビーリーグワンのシーズン終了後の7月1日、再び東芝ブレイブルーパス東京を退団することが発表された。